# Executer
Executer ist eine brasilianische Thrash-Metal-Band aus Amparo, São Paulo, die im Jahr 1987 gegründet wurde, sich 1992 auflöste und 2000 wieder zusammenfand.

## Geschichte
Die Band wurde im Jahr 1987 gegründet und bestand aus Sänger und Bassist Juca, den Gitarristen Paulo Castro und Elias und Schlagzeuger Béba. Es folgten die ersten Demos, wodurch die Band ihre Bekanntheit steigern konnte, sodass im Jahr 1991 das Debütalbum Rotten Authorities erschien. Nach der Veröffentlichung des Albums löste sich die Band 1992 wieder auf, da Schlagzeuger Beba die Band verlassen hatte und sich kein passender Ersatz finden ließ. Den Rest der 1990er Jahre spielten die Mitglieder in anderen Bands, ehe sich die Gruppe im Jahr 2000 wieder zusammenfand. Juca übernahm nur noch den Gesang und Gitarrist Paulo Castro hatte zum Bass gewechselt. In dieser Besetzung folgten die nächsten beiden Alben Psychotic Mind im Jahr 2003 und Welcome to Your Hell im Jahr 2006. Zudem wurde ihr Debütalbum wiederveröffentlicht. Außerdem ging die Band auf eine Tournee durch Südamerika zusammen mit Exodus. Die letzten beiden Alben wurden außerdem über Kill Again Records wiederveröffentlicht.

## Stil
Die Band spielt klassischen Thrash Metal, der teilweise an die Musik von Kreator erinnert, wobei auch leichte Einflüsse aus dem Death Metal hörbar sind.

## Diskografie
- 1987: Prisoner of Darkness (Demo, Eigenveröffentlichung)
- 1988: Hate and Violence (Demo, Eigenveröffentlichung)
- 1980: Demo Tape III (Demo, Eigenveröffentlichung)
- 1991: Rotten Authorities (Album, Heavy Metal Maniac Records)
- 2003: Psychotic Mind (Album, Hellion Records)
- 2006: Welcome to Your Hell (Album, Hellion Records)